# 痛仰乐队
痛仰乐队，原名痛苦的信仰乐队，1999年成立于北京，风格为摇滚、独立音乐。2001年发行的首张专辑《这是个问题》所表现出的强烈批判意识，让痛苦的信仰在獲得歌迷的注意。該乐队曾经和夜叉、扭曲的机器及舌头一起被誉为中国摇滚的「四大硬核」。代表作品:《国家的需要》、《公路之歌》、《让位》、《愤怒》、《为你唱首歌》、《哪里有压迫哪里就有反抗》等。

## 历史
1999年6月，高虎、李豫川、张静、迟功伟几个迷笛毕业生，在出租房里成立了乐队痛苦的信仰，名字的来由是当时听了一些国外的摇滚乐，其中一支乐队叫痛苦的爱，但那个时候可能对这个‘爱’理解比较狭隘，觉得摇滚乐更像自己的信仰一样，就用信仰取代了那个名字，简称痛仰，成员当时都住在北京树村。
2001年，乐队签约京文嚎叫唱片，发行第一张专辑《这是个问题》，获得中国摇滚乐权威杂志《通俗歌曲》当年度十大最佳唱片，乐队则被评为最佳硬摇滚乐队。
2007年11月，乐队应北京人艺之邀，参演林兆华导演大型历史话剧《大将军寇流兰》。
2008年从重型音乐转型，发行了一张带有公路音乐风格的专辑《不要停止我的音乐》
2015年4月，痛仰乐队签约中国最大的独立音乐公司摩登天空。
2016年10月，痛仰发行新专辑《今日青年》；同年11月，“今日青年”百城巡演正式启动，时至2018年中旬巡演已走过了100个城市，遍布中国大江南北甚至英国的伦敦和利物浦。
2018年下半年，痛仰乐队正式成立了乐队工作室，独立运营乐队各项工作。
2019年，痛仰乐队参加爱奇艺综艺节目乐队的夏天，并于总决赛中取得第二名（Hot 2）。

## 音乐作品
| 发行日期      | 专辑封面 | 专辑名称         | 歌曲列表 | 备注                                     |
| ------------- | -------- | ---------------- | --- | ---------------------------------------- |
| 2000年12月1日 |          | 这是个问题       | 曲目 1. 哪里有压迫哪里就有反抗 2. 愤怒 3. 像个婊子 4. 复制者 5. 万岁 6. 这是个问题 7. 中国特色 8. 真实的邪念 9. 让位 10. 自由的边缘 11. 幌子                                     | 《复制者》收录于《像鸡毛一样飞》电影原声 |
| 2006年2月28日 |          | 不               | 曲目 1. 坚定的信念 2. 不 3. 枷锁 4. 国家的需要 5. 在路上 6. 生命中最美丽的一天                                                                                                   |                                          |
| 2008年9月30日 |          | 不要停止我的音乐 | 曲目 1. 再见杰克 2. 公路之歌 3. 低处穿巡 4. 角色 5. 安阳 6. 空城 7. 西湖 8. 异乡 9. 为你唱首歌 10. 不要停止我的音乐                                                              |                                          |
| 2010年5月4日  |          | 盛开             | 曲目 1. 盛开 2. 博卡拉 3. 改变你的生活 4. 最后一班列车 5. 空隙 6. 生命中最美丽的一天                                                                                             |                                          |
| 2014年8月12日 |          | 愿爱无忧         | 曲目 1. 引子 2. 扎西德勒 3. 哈利路亚 4. 夏天 5. 行星消失的夜空 6. 戴着镣铐起舞 7. 汪洋中的一条船 8. 太阳照常升起 9. 野歌 10. 美丽新世界 11. 两个人的假期 12. 思疆调 13. 愿爱无忧 |                                          |
| 2017年1月20日 |          | 今日青年         | 曲目 1. 四相 2. 今日青年 3. 黑名单上的人 4. 黄皮肤的吉普赛 5. 冲锋队 6. 自由吧电台 7. Downtown 8. 支离 9. 如期 10. 午夜芭蕾 11. 好梦                                             |                                          |
| 2018年7月10日 |          | 点石成金         | 曲目 1. 点石成金 |                                          |
|               |          |                  | |                                          |

## 演唱會

### 「世界会变好」户外巡回演唱会
| 场次 | 日期          | 城市 | 場館                           |
| ---- | ------------- | ---- | ------------------------------ |
| 1    | 2023年3月25日 | 深圳 | 华润深圳湾体育中心“春茧”体育场 |
| 2    | 2023年4月1日  | 上海 | 上海国际音乐村                 |
| 3    | 2023年4月15日 | 昆明 | 七彩云南·古滇名城              |

### 「在路上」演唱会
| 场次 | 日期          | 城市 | 場館                    |
| ---- | ------------- | ---- | ----------------------- |
| 1    | 2023年7月15日 | 北京 | 凯迪拉克中心            |
| 2    | 2023年7月29日 | 郑州 | 鄭州國際會展中心        |
| 3    | 2023年8月12日 | 长沙 | 湖南国际会展中心·芒果馆 |
| 4    | 2023年9月29日 | 天津 | 天津体育馆              |
| 5    | 2023年10月5日 | 成都 | 成都金融城演艺中心      |
| 6    | 2023年11月5日 | 重庆 | 重庆国际博览中心        |

## 争议
2016年11月11日，乐队吉他手田然因从美国走私大麻获刑。痛仰的官方微博发文主张将大麻去罪化，引起争议。
2017年9月18日起，乐队首张专辑《这是个问题》在中国大陆各大音乐网站下架，因专辑具有强烈的“反动”意识以及对当时政治的批骂。